# Loi sur l'action extérieure et les relations avec l'Union européenne
Lire en ligne

(ca) LLEI 16/2014, del 4 de desembre, d'acció exterior i de relacions amb la Unió Europea.

La loi sur l'action extérieure et les relations avec l'Union européenne (en catalan Llei d'acció exterior i de relacions amb la Unió Europea) est une loi adoptée par le Parlement de Catalogne, promulguée le 4 décembre 2014. Elle organise l'action extérieure de la Généralité de Catalogne selon les attributions prévues par son statut d'autonomie.
La loi est adoptée par le Parlement le 26 novembre 2014 à une large majorité de 100 voix « pour » de CiU, d'ERC, du PSC et d'ICV-EUiA, 29 « voix » contre du PPC et de Ciutadans, et 3 abstentions de la CUP. Elle est contestée par le gouvernement espagnol et partiellement suspendue par le Tribunal constitutionnel en avril 2015.

## Contexte
Le Statut d'autonomie de la Catalogne octroie à la Généralité de Catalogne des compétences en matière d'action extérieure : deux chapitres du titre V sont consacrés respectivement aux « relations de la Généralité avec l'Union européenne » (chapitre II, articles 184-192) et à l'« action extérieure de la Généralité » (chapitre III, articles 193-200). Ces dispositions ont été contestées par le Parti populaire (PP) devant le Tribunal constitutionnel, qui les a déclarées pleinement conformes à la Constitution espagnole de 1978 dans sa décision sur le Statut de 2010.
Les compétences de la Généralité en matière d'action extérieure n'ont pas été précédemment détaillées par un texte global de niveau législatif. L'action de l'administration est organisée par des règlements. La Catalogne est la première communauté autonome à se doter d'une loi sur l'action extérieure.
Le gouvernement d'Artur Mas, investi en décembre 2012, est soutenu par une majorité indépendantiste composée de Convergence et Union (CiU) et d'Esquerra Republicana de Catalunya (ERC). Il considère que le développement de l'action extérieure de la Catalogne est une étape importante dans la construction d'un État et un moyen d'accroître sa reconnaissance internationale. L'adoption d'une loi sur l'action extérieure vise à créer une structure d'État, c'est-à-dire l'embryon du service d'action extérieure d'un futur État catalan indépendant, mais à l'intérieur du cadre légal espagnol.
Le projet de loi sur l'action extérieure intervient dans un contexte de tensions avec le gouvernement espagnol, qui entend unifier la politique étrangère de l'Espagne en restreignant l'action extérieure des communautés autonomes. Le gouvernement prépare au début de l'année 2013 un projet de loi qui vise à subordonner l'action des communautés autonomes à la politique suivie par l'État. Le texte prévoit que le gouvernement espagnol exerce un contrôle sur les accords internationaux conclus par les communautés autonomes, les déplacements à l'étranger de leurs dirigeants, et les activités de leurs délégations à l'étranger. La loi sur l'action extérieure et le service extérieur (LEASE) de l'État est adoptée en mars 2014 à l'issue de longs débats, avec les seuls votes favorables du Parti populaire (PP).

## Adoption

### Projet de loi (2013)
La loi sur l'action extérieure est annoncée le 22 mars 2013 par le conseiller à la présidence, Francesc Homs. Elle consiste à créer « un véritable service extérieur catalan », fixer le cadre des relations de la Généralité avec les gouvernements étrangers, l'Union européenne et les organisations internationales, et organiser les structures et les instruments de l'action extérieure. Elle a pour principaux objectifs de favoriser l'internationalisation de l'économie catalane et de promouvoir la Catalogne à l'étranger.
Le projet de loi est présenté par le gouvernement le 27 août 2013. Il précise les compétences de la Généralité prévues par le Statut d'autonomie en matière d'action extérieure et de relations avec l'Union européenne. Le conseiller à la présidence, Francesc Homs, le considère comme « une pierre angulaire de la législature ».

### Adoption par le Parlement (2014)
Le projet de loi sur l'action extérieure est débattu par le Parlement le 4 décembre 2013. Outre les partis de la majorité parlementaire, Convergence et Union (CiU) et Esquerra Republicana de Catalunya (ERC), il est soutenu par le Parti des socialistes de Catalogne (PSC), Iniciativa per Catalunya Verds - Esquerra Unida i Alternativa (ICV-EUiA) et la Candidature d'unité populaire (CUP). Le Parti populaire catalan (PPC) et Ciutadans (C's) y sont opposés.
Le projet de loi est examiné en commission au cours de l'année 2014. Il est approuvé par la commission des affaires institutionnelles le 8 octobre 2014. Son adoption définitive, prévue le 15 octobre, est cependant reportée après que le PPC a demandé un avis du Consell de Garanties Estatutàries (ca) sur sa conformité à la Constitution. L'avis du Consell de Garanties Estatutàries, rendu le 18 novembre, conclut à l'unanimité à la constitutionnalité de l'ensemble du texte, qui correspond aux compétences dévolues aux communautés autonomes en matière d'action extérieure.
La loi sur l'action extérieure et les relations avec l'Union européenne est adoptée par le Parlement le 26 novembre 2014 à une large majorité de 100 voix « pour » de CiU, d'ERC, du PSC et d'ICV-EUiA, 29 voix « contre » du PPC et de C's, et 3 abstentions de la CUP,.

## Contenu
La loi sur l'action extérieure et les relations avec l'Union européenne organise l'action extérieure de la Généralité de Catalogne.

### Principes et objectifs
Le titre préliminaire de la loi définit les principes et les objectifs généraux de l'action extérieure de la Généralité. Son article 1 lui donne pour objectif d'assurer : « la projection extérieure maximale et la promotion maximale de ses intérêts à l'extérieur ; le positionnement de la Catalogne à l'extérieur comme un acteur international actif dans les matières qui sont de la compétence de la Généralité ou d'intérêt pour la Catalogne ; le positionnement de la Catalogne vis-à-vis de l'Union européenne et la participation de la Généralité aux institutions européennes, conformément aux normes en vigueur ». Les articles 3 et 4 fixent les principes directeurs et les objectifs que doit poursuivre la Généralité,.

### Acteurs, objets et instruments
Le titre I de la loi définit les acteurs, les objets et les instruments de l'action extérieure.
Les articles 5 à 11 (chapitre I) déterminent les rôles respectifs du Parlement, du président de la Généralité, du gouvernement, de l'administration et des autres institutions de la Généralité, des entités locales et des autres acteurs concernés. Ces dispositions sont cohérentes avec la place de ces acteurs dans le système institutionnel,.
Les articles 12 à 14 (chapitre II) prévoient des règles particulières sur des objets importants de l'action extérieure : d'une part l'économie, la langue et la culture, et d'autre part l'aide au développement, la promotion de la paix et la défense des droits humains,.
Les articles 15 à 18 (chapitre III) définissent les principaux instruments de l'action extérieure, :
- le Plan stratégique de l'action extérieure et des relations avec l'Union européenne, qui est le cadre d'action de la Généralité ;
- la Commission interministérielle de l'action extérieure et des relations avec l'Union européenne, qui a pour mission de coordonner l'action du gouvernement ;
- le Conseil de l'action extérieure et des relations avec l'Union européenne, qui est une instance de concertation.

Ils prévoient également les conditions de la participation du gouvernement à la négociation de traités internationaux,.

### Relations extérieures
Le titre II organise les relations de la Généralité avec les institutions étrangères.
Les articles 19 à 25 (chapitre I) traitent des relations avec l'Union européenne, et consistent pour l'essentiel à reprendre le contenu du Statut d'autonomie,.
Le articles 26 à 28 (chapitre II) posent des principes généraux sur les relations avec les gouvernements étrangers, les organisations internationales, et les réseaux de coopération territoriale,.
Le titre III (articles 29 à 33) régit la représentation de la Généralité à l'extérieur. Il rassemble et élève au niveau législatif des dispositions en grande partie déjà prévues au niveau réglementaire, notamment par le décret du 4 mars 2008. Il fixe le statut du délégué du gouvernement auprès de l'Union européenne, des représentations et des bureaux à l'étranger,.
Le titre IV (articles 33 à 40) concerne la participation des citoyens et de la société civile à l'action extérieure. Il organise la diplomatie publique, c'est-à-dire la projection de la société catalane à l'extérieur, par le soutien aux organisations de la société civile et aux citoyens catalans dans leurs actions à l'étranger. Il modifie également certains articles de la loi sur les communautés catalanes à l'extérieur de 1996,.

## Application

### Mise en œuvre
Le gouvernement souhaite mettre en œuvre rapidement la loi sur l'action extérieure et les relations avec l'Union européenne, qui correspond à une priorité de son mandat. Il augmente le budget destiné à l'action extérieure de 12,49 %, soit 17,2 millions d'euros de dépenses prévues pour l'année 2015. Deux nouvelles délégations à l'étranger sont créées à la même période, en Italie et en Autriche, et le gouvernement annonce son intention d'étendre le réseau à une cinquantaine de délégations dans les années à venir. Enfin, le gouvernement prépare les textes d'application de la loi sur l'action extérieure.
La politique étrangère de la Catalogne suscite l'hostilité du gouvernement espagnol, qui accuse le gouvernement catalan d'entretenir une diplomatie parallèle qui porte atteinte aux intérêts de l'État. Il entend réduire sa capacité d'action pour entraver les projets indépendantistes.

### Décrets d'application
Le gouvernement prend le 28 avril 2015 le décret d'application qui règle le fonctionnement des deux organismes consultatifs prévus par la loi sur l'action extérieure :
- Le conseil de l'action extérieure et des relations avec l'Union européenne est l'enceinte de concertation de la politique étrangère de la Généralité. Le décret établit sa composition, qui comprend le président de la Généralité, le conseiller à la présidence, le secrétaire des affaires extérieures, et des représentants de l'administration, des entités locales, des organisations de la société civile et des communautés catalanes à l'étranger.
- La commission interministérielle est un organe de coordination de l'action du gouvernement.

Un deuxième décret d'application est pris par le gouvernement le 22 septembre 2015. Il remplace le premier et met en œuvre les articles de la loi dont la suspension a été entre-temps levée par le Tribunal constitutionnel. Il précise le fonctionnement de la coordination de l'action extérieure du gouvernement et de ses délégations à l'étranger.

### Plan stratégique de l'action extérieure 2015-2018
Le plan stratégique de l'action extérieure 2015-2018 est élaboré par le gouvernement en mai 2015. Il identifie quatre objectifs : promouvoir la Catalogne à l'extérieur, affirmer sa vocation européenne, contribuer à la paix, à la sécurité et à la défense des droits humains, et promouvoir une diplomatie « moderne et efficace ». Il détermine les actions à engager pour atteindre ces objectifs.
Le conseil de l'action extérieure tient sa réunion constitutive le 20 juillet 2015 et approuve le plan stratégique, qui est adopté par le gouvernement une semaine plus tard.

## Recours

### Recours devant le Tribunal constitutionnel (mars 2015)
Le gouvernement espagnol entend empêcher le développement de l'action extérieure de la Catalogne, qu'il accuse de substituer ses propres institutions à celles de l'État et d'agir en marge de la légalité sur la scène internationale. Le ministre des affaires étrangères, José Manuel García-Margallo, annonce sa volonté de porter devant les tribunaux la création des nouvelles délégations en Italie et en Autriche et la loi sur l'action extérieure.
Le gouvernement espagnol décide le 6 mars 2015 d'exercer un recours contre 20 des 40 articles de la loi sur l'action extérieure devant le Tribunal constitutionnel. Il soutient que la loi empiète sur les compétences de l'État en matière de politique étrangère, et qu'elle crée des structures diplomatiques illégitimes car « la Catalogne n'est pas un sujet de droit international et n'a pas la capacité pour établir des relations diplomatiques ».

### Suspension partielle (avril 2015)
Le Tribunal constitutionnel admet la recevabilité du recours le 15 avril 2015 et suspend les articles incriminés de la loi sur l'action extérieure :
- les articles 1 à 4, qui forment le titre préliminaire de la loi ;
- les articles 5 à 9, qui définissent les compétences des institutions de la Généralité ;
- l'article 26, sur les relations avec les gouvernements étrangers ;
- les articles 29 à 33, qui forment le titre III sur la représentation de la Généralité à l'étranger ;
- les articles 34 et 38, sur la diplomatie publique.

### Levée partielle de la suspension (juillet 2015)
Le Tribunal constitutionnel lève partiellement la suspension de la loi sur l'action extérieure le 16 juillet 2015.
Les articles 1 à 4 demeurent partiellement suspendus. Le Tribunal constitutionnel maintient la suspension des alinéas qui font référence à la Catalogne en tant qu'acteur international. Il lève en revanche les dispositions sur la promotion de la culture et de l'identité catalane à l'étranger, à la condition qu'elles ne reconnaissent pas le droit à l'autodétermination.
Les articles 5 à 9 sur les compétences des institutions de la Généralité sont rétablis, ainsi que l'article 26 sur les relations avec les gouvernements étrangers.
La suspension des articles 29 à 33, qui portent sur la représentation de la Généralité à l'étranger, est également levée.
En revanche, les articles 34 à 38 sur la diplomatie publique demeurent suspendus.